# Cúp Liên đoàn bóng đá Anh 1991-92
Cúp Liên đoàn bóng đá Anh 1991–92, được gọi là Rumbelows Cup vì lý do tài trợ, là mùa bóng thứ 32 của giải Cúp Liên đoàn bóng đá Anh, một giải đấu bóng đá đấu loại trực tiếp cho 93 câu lạc bộ bóng đá hàng đầu của nước Anh. Tên giải đấu được đặt tên theo một hợp đồng tài trợ với Rumbelows.
Giải đấu bắt đầu vào ngày 20 tháng 8 năm 1991 và kết thúc với trận chung kết vào ngày 12 tháng 4 năm 1992 tại Sân vận động Wembley.

## Vòng đầu tiên

### Lượt đi
| Đội nhà             | Tỉ số | Đội khách            | Ngày                |
| ------------------- | ----- | -------------------- | ------------------- |
| Barnet              | 5–5   | Brentford            | 20 tháng 8 năm 1991 |
| Blackburn Rovers    | 1–1   | Hull City            | 20 tháng 8 năm 1991 |
| Bolton Wanderers    | 2–2   | York City            | 20 tháng 8 năm 1991 |
| Cambridge United    | 1–0   | Reading              | 21 tháng 8 năm 1991 |
| Cardiff City        | 3–2   | Bournemouth          | 21 tháng 8 năm 1991 |
| Charlton Athletic   | 4–2   | Fulham               | 21 tháng 8 năm 1991 |
| Chester City        | 1–0   | Lincoln City         | 20 tháng 8 năm 1991 |
| Crewe Alexandra     | 5–2   | Doncaster Rovers     | 20 tháng 8 năm 1991 |
| Darlington          | 1–0   | Huddersfield Town    | 20 tháng 8 năm 1991 |
| Exeter City         | 0–1   | Birmingham City      | 21 tháng 8 năm 1991 |
| Halifax Town        | 3–4   | Tranmere Rovers      | 20 tháng 8 năm 1991 |
| Hartlepool United   | 1–0   | Bury                 | 20 tháng 8 năm 1991 |
| Leicester City      | 3–0   | Maidstone United     | 21 tháng 8 năm 1991 |
| Leyton Orient       | 5–0   | Northampton          | 20 tháng 8 năm 1991 |
| Mansfield Town      | 0–3   | Blackpool            | 20 tháng 8 năm 1991 |
| Peterborough United | 3–1   | Aldershot            | 20 tháng 8 năm 1991 |
| Portsmouth          | 2–1   | Gillingham           | 20 tháng 8 năm 1991 |
| Preston North End   | 5–4   | Scarborough          | 20 tháng 8 năm 1991 |
| Rochdale            | 5–1   | Carlisle United      | 20 tháng 8 năm 1991 |
| Rotherham United    | 1–3   | Grimsby Town         | 20 tháng 8 năm 1991 |
| Shrewsbury Town     | 1–1   | Plymouth Argyle      | 20 tháng 8 năm 1991 |
| Stockport County    | 1–1   | Bradford City        | 20 tháng 8 năm 1991 |
| Stoke City          | 1–0   | Chesterfield         | 21 tháng 8 năm 1991 |
| Swansea City        | 2–2   | Walsall              | 20 tháng 8 năm 1991 |
| Swindon Town        | 2–0   | West Bromwich Albion | 20 tháng 8 năm 1991 |
| Torquay United      | 2–0   | Hereford United      | 20 tháng 8 năm 1991 |
| Watford             | 2–0   | Southend United      | 20 tháng 8 năm 1991 |
| Wigan Athletic      | 3–1   | Burnley              | 20 tháng 8 năm 1991 |
| Wrexham             | 1–0   | Scunthorpe United    | 20 tháng 8 năm 1991 |

### Lượt về
| Đội nhà              | Tỷ số | Đội khách           | Ngày                | Tổng tỷ số |
| -------------------- | ----- | ------------------- | ------------------- | ---------- |
| Aldershot            | 1–2   | Peterborough United | 27 tháng 8 năm 1991 | 2–5        |
| Birmingham City      | 4–0   | Exeter City         | 27 tháng 8 năm 1991 | 5–0        |
| Blackpool            | 4–2   | Mansfield Town      | 27 tháng 8 năm 1991 | 7–2        |
| Bournemouth          | 4–1   | Cardiff City        | 27 tháng 8 năm 1991 | 6–4        |
| Bradford City        | 3–1   | Stockport County    | 28 tháng 8 năm 1991 | 4–2        |
| Brentford            | 3–1   | Barnet              | 27 tháng 8 năm 1991 | 8–6        |
| Burnley              | 2–3   | Wigan Athletic      | 27 tháng 8 năm 1991 | 3–6        |
| Bury                 | 2–2   | Hartlepool United   | 27 tháng 8 năm 1991 | 2–3        |
| Carlisle United      | 1–1   | Rochdale            | 27 tháng 8 năm 1991 | 2–6        |
| Chesterfield         | 1–2   | Stoke City          | 27 tháng 8 năm 1991 | 1–3        |
| Doncaster Rovers     | 2–4   | Crewe Alexandra     | 27 tháng 8 năm 1991 | 4–9        |
| Fulham               | 1–1   | Charlton Athletic   | 27 tháng 8 năm 1991 | 3–5        |
| Gillingham           | 3–4   | Portsmouth          | 27 tháng 8 năm 1991 | 4–6        |
| Grimsby Town         | 1–0   | Rotherham United    | 27 tháng 8 năm 1991 | 4–1        |
| Hereford United      | 2–1   | Torquay United      | 28 tháng 8 năm 1991 | 2–3        |
| Huddersfield Town    | 4–0   | Darlington          | 28 tháng 8 năm 1991 | 4–1        |
| Hull City            | 1–0   | Blackburn Rovers    | 27 tháng 8 năm 1991 | 2–1        |
| Lincoln City         | 4–3   | Chester City        | 28 tháng 8 năm 1991 | 4–4        |
| Maidstone United     | 0–1   | Leicester City      | 28 tháng 8 năm 1991 | 0–4        |
| Northampton          | 2–0   | Leyton Orient       | 10 tháng 9 năm 1991 | 2–5        |
| Plymouth Argyle      | 2–2   | Shrewsbury Town     | 27 tháng 8 năm 1991 | 3–3        |
| Reading              | 0–3   | Cambridge United    | 28 tháng 8 năm 1991 | 0–4        |
| Scarborough          | 3–1   | Preston North End   | 28 tháng 8 năm 1991 | 7–6        |
| Scunthorpe United    | 3–0   | Wrexham             | 27 tháng 8 năm 1991 | 3–1        |
| Southend United      | 1–1   | Watford             | 28 tháng 8 năm 1991 | 1–3        |
| Tranmere Rovers      | 4–3   | Halifax Town        | 27 tháng 8 năm 1991 | 8–6        |
| Walsall              | 0–1   | Swansea City        | 27 tháng 8 năm 1991 | 2–3        |
| West Bromwich Albion | 2–2   | Swindon Town        | 28 tháng 8 năm 1991 | 2–4        |
| York City            | 1–2   | Bolton Wanderers    | 27 tháng 8 năm 1991 | 3–4        |

## Vòng 2

### Lượt đi
| Đội nhà                 | Tỷ số | Đội khách              | Ngày                |
| ----------------------- | ----- | ---------------------- | ------------------- |
| Blackpool               | 1–0   | Barnsley               | 24 tháng 9 năm 1991 |
| Bradford City           | 1–1   | West Ham United        | 24 tháng 9 năm 1991 |
| Brentford               | 4–1   | Brighton & Hove Albion | 24 tháng 9 năm 1991 |
| Bristol Rovers          | 1–3   | Bristol City           | 25 tháng 9 năm 1991 |
| Charlton Athletic       | 0–2   | Norwich City           | 25 tháng 9 năm 1991 |
| Chelsea                 | 1–1   | Tranmere Rovers        | 25 tháng 9 năm 1991 |
| Coventry City           | 4–0   | Rochdale               | 25 tháng 9 năm 1991 |
| Crewe Alexandra         | 3–4   | Newcastle United       | 24 tháng 9 năm 1991 |
| Derby County            | 0–0   | Ipswich Town           | 25 tháng 9 năm 1991 |
| Everton                 | 1–0   | Watford                | 24 tháng 9 năm 1991 |
| Grimsby Town            | 0–0   | Aston Villa            | 25 tháng 9 năm 1991 |
| Hartlepool United       | 1–1   | Crystal Palace         | 25 tháng 9 năm 1991 |
| Hull City               | 0–3   | Queens Park Rangers    | 24 tháng 9 năm 1991 |
| Leicester City          | 1–1   | Arsenal                | 25 tháng 9 năm 1991 |
| Leyton Orient           | 0–0   | Sheffield Wednesday    | 24 tháng 9 năm 1991 |
| Liverpool               | 2–2   | Stoke City             | 25 tháng 9 năm 1991 |
| Luton Town              | 2–2   | Birmingham City        | 25 tháng 9 năm 1991 |
| Manchester City         | 3–1   | Chester City           | 25 tháng 9 năm 1991 |
| Manchester United       | 3–0   | Cambridge United       | 25 tháng 9 năm 1991 |
| Middlesbrough           | 1–1   | Bournemouth            | 24 tháng 9 năm 1991 |
| Millwall                | 2–2   | Swindon Town           | 25 tháng 9 năm 1991 |
| Nottingham Forest       | 4–0   | Bolton Wanderers       | 25 tháng 9 năm 1991 |
| Oldham Athletic         | 7–1   | Torquay United         | 24 tháng 9 năm 1991 |
| Port Vale               | 2–1   | Notts County           | 24 tháng 9 năm 1991 |
| Portsmouth              | 0–0   | Oxford United          | 24 tháng 9 năm 1991 |
| Scarborough             | 1–3   | Southampton            | 24 tháng 9 năm 1991 |
| Scunthorpe United       | 0–0   | Leeds United           | 24 tháng 9 năm 1991 |
| Sunderland              | 1–2   | Huddersfield Town      | 24 tháng 9 năm 1991 |
| Swansea City            | 1–0   | Tottenham Hotspur      | 25 tháng 9 năm 1991 |
| Wigan Athletic          | 2–2   | Sheffield United       | 24 tháng 9 năm 1991 |
| Wimbledon               | 1–2   | Peterborough United    | 24 tháng 9 năm 1991 |
| Wolverhampton Wanderers | 6–1   | Shrewsbury Town        | 24 tháng 9 năm 1991 |

### Lượt về
| Đội nhà                | Tỷ số | Đội khách               | Ngày                | Tổng tỷ số |
| ---------------------- | ----- | ----------------------- | ------------------- | ---------- |
| Arsenal                | 2–0   | Leicester City          | 8 tháng 10 năm 1991 | 3–1        |
| Aston Villa            | 1–1   | Grimsby Town            | 9 tháng 10 năm 1991 | 1–1        |
| Barnsley               | 2–0   | Blackpool               | 8 tháng 10 năm 1991 | 2–1        |
| Birmingham City        | 3–2   | Luton Town              | 8 tháng 10 năm 1991 | 5–4        |
| Bolton Wanderers       | 2–5   | Nottingham Forest       | 8 tháng 10 năm 1991 | 2–9        |
| Bournemouth            | 1–2   | Middlesbrough           | 8 tháng 10 năm 1991 | 2–3        |
| Brighton & Hove Albion | 4–2   | Brentford               | 9 tháng 10 năm 1991 | 5–6        |
| Bristol City           | 2–4   | Bristol Rovers          | 8 tháng 10 năm 1991 | 5–5        |
| Cambridge United       | 1–1   | Manchester United       | 9 tháng 10 năm 1991 | 1–4        |
| Chester City           | 0–3   | Manchester City         | 8 tháng 10 năm 1991 | 1–6        |
| Crystal Palace         | 6–1   | Hartlepool United       | 8 tháng 10 năm 1991 | 7–2        |
| Huddersfield Town      | 4–0   | Sunderland              | 9 tháng 10 năm 1991 | 6–1        |
| Ipswich Town           | 0–2   | Derby County            | 8 tháng 10 năm 1991 | 0–2        |
| Leeds United           | 3–0   | Scunthorpe United       | 8 tháng 10 năm 1991 | 3–0        |
| Newcastle United       | 1–0   | Crewe Alexandra         | 9 tháng 10 năm 1991 | 5–3        |
| Norwich City           | 3–0   | Charlton Athletic       | 9 tháng 10 năm 1991 | 5–0        |
| Notts County           | 3–2   | Port Vale               | 9 tháng 10 năm 1991 | 4–4        |
| Oxford United          | 0–1   | Portsmouth              | 9 tháng 10 năm 1991 | 0–1        |
| Peterborough United    | 2–2   | Wimbledon               | 8 tháng 10 năm 1991 | 4–3        |
| Queens Park Rangers    | 5–1   | Hull City               | 9 tháng 10 năm 1991 | 8–1        |
| Rochdale               | 1–0   | Coventry City           | 8 tháng 10 năm 1991 | 1–4        |
| Sheffield United       | 1–0   | Wigan Athletic          | 8 tháng 10 năm 1991 | 3–2        |
| Sheffield Wednesday    | 4–1   | Leyton Orient           | 9 tháng 10 năm 1991 | 4–1        |
| Shrewsbury Town        | 3–1   | Wolverhampton Wanderers | 8 tháng 10 năm 1991 | 4–7        |
| Southampton            | 2–2   | Scarborough             | 9 tháng 10 năm 1991 | 5–3        |
| Stoke City             | 2–3   | Liverpool               | 9 tháng 10 năm 1991 | 4–5        |
| Swindon Town           | 3–1   | Millwall                | 8 tháng 10 năm 1991 | 5–3        |
| Torquay United         | 0–2   | Oldham Athletic         | 9 tháng 10 năm 1991 | 1–9        |
| Tottenham Hotspur      | 5–1   | Swansea City            | 9 tháng 10 năm 1991 | 5–2        |
| Tranmere Rovers        | 3–1   | Chelsea                 | 8 tháng 10 năm 1991 | 4–2        |
| Watford                | 1–2   | Everton                 | 8 tháng 10 năm 1991 | 1–3        |
| West Ham United        | 4–0   | Bradford City           | 9 tháng 10 năm 1991 | 5–1        |

## Vòng 3

### Trận đầu tiên
| Đội nhà             | Tỷ số | Đội khách               | Ngày                 |
| ------------------- | ----- | ----------------------- | -------------------- |
| Birmingham City     | 1–1   | Crystal Palace          | 29 tháng 10 năm 1991 |
| Coventry City       | 1–0   | Arsenal                 | 30 tháng 10 năm 1991 |
| Everton             | 4–1   | Wolverhampton Wanderers | 30 tháng 10 năm 1991 |
| Grimsby Town        | 0–3   | Tottenham Hotspur       | 29 tháng 10 năm 1991 |
| Huddersfield Town   | 1–4   | Swindon Town            | 29 tháng 10 năm 1991 |
| Leeds United        | 3–1   | Tranmere Rovers         | 29 tháng 10 năm 1991 |
| Liverpool           | 2–2   | Port Vale               | 29 tháng 10 năm 1991 |
| Manchester City     | 0–0   | Queens Park Rangers     | 29 tháng 10 năm 1991 |
| Manchester United   | 3–1   | Portsmouth              | 30 tháng 10 năm 1991 |
| Middlesbrough       | 1–0   | Barnsley                | 29 tháng 10 năm 1991 |
| Norwich City        | 4–1   | Brentford               | 30 tháng 10 năm 1991 |
| Nottingham Forest   | 2–0   | Bristol Rovers          | 30 tháng 10 năm 1991 |
| Oldham Athletic     | 2–1   | Derby County            | 29 tháng 10 năm 1991 |
| Peterborough United | 1–0   | Newcastle United        | 29 tháng 10 năm 1991 |
| Sheffield United    | 0–2   | West Ham United         | 29 tháng 10 năm 1991 |
| Sheffield Wednesday | 1–1   | Southampton             | 30 tháng 10 năm 1991 |

### Trận đấu lại
| Đội nhà             | Tỷ số | Đội khách           | Ngày                 |
| ------------------- | ----- | ------------------- | -------------------- |
| Crystal Palace      | 1–1   | Birmingham City     | 19 tháng 11 năm 1991 |
| Port Vale           | 1–4   | Liverpool           | 20 tháng 11 năm 1991 |
| Queens Park Rangers | 1–3   | Manchester City     | 20 tháng 11 năm 1991 |
| Southampton         | 1–0   | Sheffield Wednesday | 20 tháng 11 năm 1991 |

### Trận đấu lại lần 2
| Đội nhà        | Tỷ số | Đội khách       | Ngày                |
| -------------- | ----- | --------------- | ------------------- |
| Crystal Palace | 2–1   | Birmingham City | 3 tháng 12 năm 1991 |

## Vòng 4

### Trận đầu tiên
| Đội nhà             | Tỷ số | Đội khách         | Ngày                 |
| ------------------- | ----- | ----------------- | -------------------- |
| Middlesbrough       | 2–1   | Manchester City   | 3 tháng 12 năm 1991  |
| Peterborough United | 1–0   | Liverpool         | 3 tháng 12 năm 1991  |
| Coventry City       | 1–2   | Tottenham Hotspur | 4 tháng 12 năm 1991  |
| Everton             | 1–4   | Leeds United      | 4 tháng 12 năm 1991  |
| Manchester United   | 2–0   | Oldham Athletic   | 4 tháng 12 năm 1991  |
| Norwich City        | 2–1   | West Ham United   | 4 tháng 12 năm 1991  |
| Nottingham Forest   | 0–0   | Southampton       | 4 tháng 12 năm 1991  |
| Swindon Town        | 0–1   | Crystal Palace    | 17 tháng 12 năm 1991 |

### Trận đấu lại
| Đội nhà     | Tỷ số | Đội khách         | Ngày                 |
| ----------- | ----- | ----------------- | -------------------- |
| Southampton | 0–1   | Nottingham Forest | 17 tháng 12 năm 1991 |

## Vòng 5

### Trận đầu tiên
| Đội nhà             | Tỷ số | Đội khách         | Ngày               |
| ------------------- | ----- | ----------------- | ------------------ |
| Peterborough United | 1–1   | Middlesbrough     | 8 tháng 1 năm 1992 |
| Leeds United        | 1–3   | Manchester United | 8 tháng 1 năm 1992 |
| Tottenham Hotspur   | 2–1   | Norwich City      | 8 tháng 1 năm 1992 |
| Nottingham Forest   | 4–2   | Crystal Palace    | 5 tháng 2 năm 1992 |

### Trận đấu lại
| Đội nhà       | Tỷ số | Đội khách           | Ngày                |
| ------------- | ----- | ------------------- | ------------------- |
| Middlesbrough | 1–0   | Peterborough United | 12 tháng 2 năm 1992 |

## Vòng bán kết
Đội bốn lần vô địch Nottingham Forest vượt qua Tottenham Hotspur và lọt vào chung kết Cúp Liên đoàn thứ sau trong 15 năm, còn Manchester United thắng Middlesbrough và tìm kếm cơ hội vô địch trong trận chung kết League Cup thứ ba.

### Lượt đi
| Đội nhà           | Tỷ số | Đội khách         | Ngày               |
| ----------------- | ----- | ----------------- | ------------------ |
| Middlesbrough     | 0–0   | Manchester United | 4 tháng 3 năm 1992 |
| Nottingham Forest | 1–1   | Tottenham Hotspur | 9 tháng 2 năm 1992 |

### Lượt về
| Đội nhà           | Tỷ số | Đội khách         | Ngày                | Tổng tỷ số |
| ----------------- | ----- | ----------------- | ------------------- | ---------- |
| Manchester United | 2–1   | Middlesbrough     | 11 tháng 3 năm 1992 | 2–1        |
| Tottenham Hotspur | 1–2   | Nottingham Forest | 1 tháng 3 năm 1992  | 2–3        |

## Trận chung kết

### Trận đấu
| Manchester United | 1–0 | Nottingham Forest |
| ----------------- | --- | ----------------- |
| McClair 14'       |     |                   |

| Manchester United | Nottingham Forest |

|                  |    |                    |  |     |
| GK               | 1  | Peter Schmeichel   |  |     |
| RB               | 2  | Paul Parker        |  |     |
| LB               | 3  | Denis Irwin        |  |     |
| CB               | 4  | Steve Bruce        |  |     |
| CM               | 5  | Mike Phelan        |  |     |
| CB               | 6  | Gary Pallister     |  |     |
| RM               | 7  | Andrei Kanchelskis |  | 75' |
| CM               | 8  | Paul Ince          |  |     |
| CF               | 9  | Brian McClair      |  |     |
| CF               | 10 | Mark Hughes        |  |     |
| LM               | 11 | Ryan Giggs         |  |     |
| Dự bị:           |    |                    |  |     |
| MF               | 12 | Lee Sharpe         |  | 75' |
| MF               | 13 | Neil Webb          |  |     |
| Huấn luyện viên: |    |                    |  |     |
| Alex Ferguson    |    |                    |  |     |

|                  |    |                  |  |         |
| GK               | 1  | Andy Marriott    |  |         |
| RB               | 2  | Gary Charles     |  | Thay ra |
| LB               | 3  | Brett Williams   |  |         |
| CB               | 4  | Des Walker       |  |         |
| CB               | 5  | Darren Wassall   |  |         |
| CM               | 6  | Roy Keane        |  |         |
| RM               | 7  | Gary Crosby      |  |         |
| CM               | 8  | Scot Gemmill     |  |         |
| CF               | 9  | Nigel Clough     |  |         |
| CF               | 10 | Teddy Sheringham |  |         |
| LM               | 11 | Kingsley Black   |  |         |
| Dự bị:           |    |                  |  |         |
| DF               |    | Brian Laws       |  | Vào sân |
| FW               |    | Lee Glover       |  |         |
| Huấn luyện viên: |    |                  |  |         |
| Brian Clough     |    |                  |  |         |

### Chính
- "English League Cup 1991/1992". Soccerbase. Bản gốc lưu trữ ngày 5 tháng 1 năm 2013. Truy cập ngày 25 tháng 1 năm 2012.
- "England League Cup Full Results 1960–1996". Rec.Sport.Soccer Statistics Foundation. Truy cập ngày 25 tháng 1 năm 2012.
- "English League Cup 1991–1992: Results". Statto. Bản gốc lưu trữ ngày 4 tháng 3 năm 2016. Truy cập ngày 25 tháng 1 năm 2012.

### Phụ
1. 1 2 3 4 5 6 7 8 9 10 11 12 13 14 15  Sau hiệp phụ
2. ↑  Chester City thắng bằng luật bàn thắng sân khách
3. ↑  Shrewsbury Town thắng bằng luật bàn thắng sân khách
4. ↑  Grimsby Town thắng bằng luật bàn thắng sân khách
5. ↑  Bristol Rovers thắng bằng luật bàn thắng sân khách
6. ↑  Port Vale thắng bằng luật bàn thắng sân khách